# Île Dodi
L'île Dodi (en anglais : Dodi island) est une île du Ghana, située dans le lac Volta à 5km du rivage. C'est une destination touristique et un lieu d'accostage pour le bateau de croisière Dodi Princess (en).